# 崔波 (演员)
崔波（1981年5月16日—），中国女演员，黑龙江鹤岗人。2003年，毕业于北京电影学院表演系本科班。

## 簡介

### 生平
2010參與金超群版的新包青天系列《包青天之七俠五義》、《包青天之碧血丹心》、《包青天之開封奇案》，成為金超群版新包青天的御用女主角之一，人氣藉由此大開。

### 感情
至今未婚中。
何家勁與崔波之間的感情關係很微妙，雖然兩人在幕後只是老師與學生的關係，可是兩人在私下互動頻繁。

## 演出作品

### 舞台剧
- 《小井胡同》 饰 二妞

### 电影
- 《我和乔丹在一起的日子》 饰 吴阳阳
- 《大东巴的女儿》 饰 和纳
- 《好人大冯》 饰 方静
- 《烈日当空》 饰 阿青
- 《信中的孩子》 饰 张晓妹
- 《皇家刺青》 饰 皇后

### 电视剧
- 《生命线》 饰 周可馨
- 《换个活法》 饰 月红
- 《少年天子》 饰 花束子
- 《与爱同眠》 饰 杨心羽
- 《天在上》 饰 苏小媛
- 《张大千敦煌传奇》 饰 俞丽娜
- 《新科状元》（《新铡美案》） 饰 芸香
- 《香气迷人》 饰 姬小玉
- 《江塘集中营》 饰 尚秋玲
- 《盐亨》 饰 雪雁
- 《夜光神杯》 饰 艳红
- 《井冈山》 饰 林若嫣
- 《叛女》 饰 欧阳墨竹
- 《戈壁母亲》 饰 刘玉兰
- 《真情无限之姐妹》 饰 芳州
- 《大明医圣李时珍》 饰 朱苌葶
- 《解放上海之进城》 饰 上官燕
- 《化剑》 饰 石榴
- 《进城》 饰 上官燕
- 《包青天之七侠五义》 饰 李元贞（西夏公主）
- 《一路顺风》 饰 李青慧
- 《包青天之碧血丹心》 饰 吴慧娘（掌柜）
- 《川军团血战到底》 饰 方琴
- 《尖刀队》 饰 姜菊花
- 《我的传奇老婆》 饰 施礼青
- 《包青天之開封奇案》 饰 齊英
- 《致命行动》
- 《华胥引之绝爱之城》 饰 柳萋萋
- 《田姐辣妹》 饰 田佳韻